# Granåsen
Granåsen je stadion určený pro skoky na lyžích nacházející se v norském Trondheimu. Nachází se zde několik můstků, na zdejším velkém můstku se pravidelně pořádají závody světového poháru, v poslední době však byly obvykle kvůli příliš teplému počasí přesunuty do Lillehammeru. Kromě tohoto můstku, jehož konstrukční bod činí 120 m a hill size 131 m, se zde ještě nacházejí můstky, jejichž kosntrukční bod činí 90 m, 78 m, 65 m a 38 m. Kapacita zdejšího stadionu dosahuje 40 000 diváků.

## Technická data

### Velký můstek K-120
- Konstrukční bod: 120 m
- Velikost můstku: 131 m
- Rekord můstku: 138,5 m,  Adam Małysz (2001)
- Délka nájezdu: 96 m
- Průměrná nájezdová rychlost: 93,6 km/h

### Střední můstek K-90
- Konstrukční bod: 90 m
- Velikost můstku: 99 m
- Rekord můstku: 104,5 m,  Terje Nihus (1997)
- Délka nájezdu: 82 m
- Průměrná nájezdová rychlost: 88,2 km/h